# Columbia City, Indiana
Columbia City är en stad (city) i Whitley County, i delstaten Indiana, USA. Enligt United States Census Bureau har staden en folkmängd på 8 775 invånare (2011) och en landarea på 14,5 km². Columbia City är huvudort i Whitley County.